# Résidu de Solow
Le résidu de Solow désigne la proportion de la croissance économique qui, dans le modèle de Solow, n'est explicable ni par une accumulation du capital ni par une augmentation du facteur travail. Le résidu de Solow est aujourd'hui appelé productivité globale des facteurs.

## Concept
Le modèle de Solow est un modèle qui explique la croissance de manière exogène (croissance exogène). En d'autres termes, si une partie de la croissance est assurée par des combinaisons entre le facteur capital et le facteur travail, le facteur déterminant est exogène à l'économie. Ce troisième facteur, exogène, est appelé par Solow « résidu », car il est inexpliqué par les équations constitutives du modèle. Moses Abramovitz a ainsi écrit que « ce résidu peut être pris comme une mesure de notre ignorance des causes de la croissance économique ». 
Certains économistes ont ainsi avancé que ce troisième facteur, qui permet une augmentation de la productivité des facteurs de production, serait en réalité l'innovation  technologique, qui permet des gains de productivité. 
D'autres économistes comme Robert Ayres estiment que ce troisième facteur est l'exergie, ou énergie utile, mobilisée pour réaliser un travail, et montrent que la combinaison du facteur capital, du facteur travail humain et du facteur travail physique réalisé par les machines – quantifié par l'exergie mobilisée dans le processus de production – permet d'expliquer la quasi-totalité de la croissance économique observée depuis 1900,,,.
Sur une longue période, la contribution du résidu de Solow à la croissance est estimée à 40% à 60%. Les fluctuations du résidu de Solow montreraient donc l'importance des chocs technologiques dans les récessions. Tout ce qui contribue à améliorer l'utilisation des facteurs productifs, en les rendant plus efficaces, alimente le résidu de Solow.

## Tests empiriques
Du fait de la difficulté de l'estimation indépendante de la croissance due au progrès dans l'utilisation des facteurs de production, le résidu de Solow est aujourd'hui calculé en soustrayant à la croissance la part de la croissance due aux facteurs connus, le travail et le capital. Le calcul est permis par une fonction de Cobb-Douglas.
Selon Jean-Jacques Carré, Pierre Dubois et Edmond Malinvaud, la croissance française entre 1951 et 1969 serait due à moitié au résidu ; un quart seulement serait dû à l'accroissement du capital.
Selon Solow, 90% de la croissance américaine entre 1909 et 1949 serait due au progrès technique.
Entre 1997 et 2006, une partie importante de la croissance des grands pays développés est encore due au résidu de Solow. Cela est le plus fortement le cas au Japon, du fait de la stagnation de la population :
| Pays        | PIB | Contribution des facteurs travail et capital | Résidu de Solow |
| ----------- | --- | -------------------------------------------- | --------------- |
| France      | 2,2 | 1,3                                          | 1,0             |
| Allemagne   | 1,4 | 0,6                                          | 0,8             |
| Pays-Bas    | 2,3 | 1,4                                          | 0,9             |
| Royaume-Uni | 2,7 | 1,7                                          | 1,0             |
| États-Unis  | 3,0 | 1,9                                          | 1,1             |
| Japon       | 1,2 | 0,1                                          | 1,1             |

## Débats et critiques
Si le résidu de Solow est, en lui-même, peu critiqué par les économistes, la manière dont il apparaît dans le modèle de Solow l'a été. Ainsi, des modèles ultérieurs ont cherché à endogénéiser le résidu, c'est-à-dire à l'expliquer par les caractéristiques du système économique même, plutôt que comme une manne tombée du ciel. Ces modèles sont les modèles de croissance endogène.
Une critique majeure adressée au concept de résidu est lié à son évolution. Procyclique, le résidu évolue avec le cycle économique ; une crise est marquée par une chute du résidu, ce qui serait donc une chute dans l'utilisation de la technologie et dans l'efficience de l'utilisation des facteurs de production. Gregory Mankiw se montre critique à cet égard, considérant improbable que des crises résultent d'une baisse brutale du progrès technique. 